# Sten Andersson
Sten Sture Andersson (ur. 20 kwietnia 1923 w Sztokholmie, zm. 16 września 2006 tamże) – szwedzki polityk, działacz Szwedzkiej Socjaldemokratycznej Partii Robotniczej i jej sekretarz w latach 1962–1982, długoletni poseł do Riksdagu, w latach 1982–1991 minister.

## Życiorys
W 1944 ukończył szkołę wieczorową, po czym studiował nauki polityczne i ekonomię na uczelni Stockholms högskola. Pracował jako listonosz, nauczyciel w robotniczym towarzystwie oświatowym i przewodnik turystyczny. Zaangażował się w działalność polityczną w ramach Szwedzkiej Socjaldemokratycznej Partii Robotniczej i jej organizacji młodzieżowej. Był etatowym działaczem partyjnym, w latach 1951–1962 zasiadał w radzie miejskiej Sztokholmu. W 1962 objął stanowisko sekretarza socjaldemokratów, które zajmował do 1982. W latach 1966–1994 sprawował mandat posła do Riksdagu (początkowo do 1970 w izbie wyższej wówczas dwuizbowego parlamentu).
Stał się bliskim współpracownikiem Olofa Palmego. W 1982 w jego gabinecie został ministrem zdrowia i spraw społecznych. W 1985 przeszedł na funkcję ministra spraw zagranicznych, którą pełnił również w latach 1986–1991 dwóch kolejnych rządach Ingvara Carlssona. Kierując szwedzką dyplomacją, nawiązał bliską znajomość z przywódcą Organizacji Wyzwolenia Palestyny Jasirem Arafatem.

## Życie prywatne
Był dwukrotnie żonaty, miał pięcioro dzieci.